# Andrés Velencoso
Andrés Velencoso Segura (ur. 11 marca 1978 w Tossa de Mar) – kataloński model i aktor, najbardziej znany z kampanii reklamowych, takich jak Chanel Allure Homme Sport, zapachu i kampanii Louis Vuitton z J-Lo w 2003.
W czerwcu 2009 roku znalazł się na 6. miejscu w Top Icons Men portalu Models.com, obok takich modeli jak Mathias Lauridsen, Tyson Ballou i Mark Vanderloo, a na liście Top 25 The Money Guys zajął szesnaste miejsca, za rodakami Oriolem Elcacho i Jonem Kortajareną.

## Życiorys

### Wczesne lata
Urodził się w Tossa de Mar, w hiszpańskiej Katalonii, w prowincji Girona. Jego ojciec był właścicielem restauracji, a jego matka Lucia zmarła w roku 2002. Na lewym boku klatki piersiowej wygenerował sobie tatuaż – imię matki. Wychowywał się z dwiema młodszymi siostrami – Silvią i Sonią. Opanował język angielski, hiszpański, francuski i włoski.

### Kariera
Swoją karierę modela rozpoczął po ukończeniu liceum, podpisując kontrakt z hiszpańską agencją Group Model Management. Początkowo w Mediolanie jego wizerunek nie nadawał się na europejskie wymagania rynku. Wystąpił w teledysku grupy OBK „El cielo no entiende” (2000). Dopiero w 2001 w Nowym Jorku został przyjęty przez Natalie Kates z Q Model Management, z którą się związał. Znalazł się na sesji fotograficznej Matta Albianiego w East Hampton, Nowy Jork, apotem współpracował z najbardziej znanymi fotografami w branży, w tym Michaelem Thompsonem i François Narsem. W 2002 wziął udział w wiosennej kampanii reklamowej Banana Republic, a rok później był twarzą kampanii reklamowej Louis Vuitton obok Jennifer Lopez. Podpisał kontrakt z Chanel Allure Homme Sport i w 2004 stał się twarzą Loewe.
Trafił na okładkę zimowej edycji magazynu „Arena Homme +” (2005) i pojawił się w kampanii reklamowej Jeana-Paula Gaultiera z Gisele Bündchen. Była też na okładkach wielu czołowych magazynów o modzie, w tym „L’Officiel Hommes”, „Hercules”, „Da Man”, „Antidote” oraz międzynarodowych edycji „Elle”, „Vanity Fair”, „Marie Claire”, „Details”, „GQ” i „Vogue”. Był też twarzą wielu kampanii reklamowych w tym Banana Republic, Louis Vuitton, H&M, Trussardi, Chanel, Ermenegildo Zegna, Loewe, Elie Tahari i Etro. Pracował z uznanymi fotografami takimi jak Terry Richardson, Karl Lagerfeld, Inez van Lamsweerde i Vinoodh Matadin.
Podpisał kontrakt z IMG Models w Nowym Jorku, MGM w Paryżu, 2pm Model Management w Kopenhadze, I Love Models w Mediolanie i Donna Models w Tokio. W 2009 razem z Kylie Minogue wystąpił w oficjalnej reklamie perfum ‘Inverse’. 14 maja 2010 w swoim rodzinnym mieście Tossa de Mar w prowincji Girona otrzymał nagrodę Tossenc D’Honor. W 2018 dołączył także do serii Movistar Plus+ Velvet Collection jako Omar Ahmadi. W 2020 ogłoszono jego włączenie do czwartego sezonu serialu młodzieżowego Szkoła dla elity w roli Armando, miliardera i inwestora, który utrzymuje związek z Mencíą (Martina Cariddi), której płaci za stosunki seksualne. Sezon został wyemitowany w czerwcu 2021 i zakończył się zabójstwem jego bohatera z rąk Guzmána (Miguel Bernardeau). W serialu Bambu Producciones Nacho Vidal, przemysł XXXL (Nacho Vidal, una industria XXXL), emitowanym na platformie Starz, z Martiño Rivasem w roli aktora porno Nacho Vidala wystąpił jako Toni Roca.

## Życie prywatne
Od lipca 2008 do października 2013 był związany z australijską piosenkarką pop Kylie Minogue. W latach 2014–2015 spotykał się z aktorką Úrsulą Corberó. Związany z modelką Candice Swanepoe.

## Filmografia

### Filmy
| Rok  | Tytuł                                                | Rola      | Reżyser                  |
| ---- | ---------------------------------------------------- | --------- | ------------------------ |
| 2012 | Koniec (Fin)                                         | Hugo      | Jorge Torregrossa García |
| 2013 | Número 2: si yo fuera Marilyn (film krótkometrażowy) |           | JC Falcón                |
| 2015 | Summer Camp                                          | Antonio   | Alberto Marini           |
| 2016 | Rose Gold (film krótkometrażowy)                     |           | Jam Patel                |
| 2016 | 100 metrów (100 metros)                              | Monitor   | Marcel Barrena           |
| 2017 | Señor, dame paciencia                                | Alejandro | Álvaro Díaz Lorenzo      |
| 2020 | La lista de los deseos                               | Jorge     | Álvaro Díaz Lorenzo      |
| 2022 | Podróż poślubna z mamą (Amor de madre)               |           | Paco Caballero           |

### Telewizja
| Rok       | Tytuł                                                        | Kanał              | Rola                 | Uwagi       |
| --------- | ------------------------------------------------------------ | ------------------ | -------------------- | ----------- |
| 2014–2015 | B&b, de boca en boca                                         | Telecinco          | Rubén Barahona       | 13 odcinków |
| 2016      | I Live With Models                                           | Comedy Central     | w roli samego siebie | 1 odcinek   |
| 2018      | Edha                                                         | Netflix            | Teo                  | 10 odcinków |
| 2018      | Capítulo 0                                                   | Movistar+          | Foxy Larua           | 1           |
| 2018–2019 | Velvet Colección                                             | Movistar+          | Omar Ahmadi          | 11 odcinków |
| 2021      | Szkoła dla elity (Élite)                                     | Netflix            | Armando              | 8 odcinków  |
| 2021      | Celebrity Bake Off                                           | Amazon Prime Video | uczestnik            |             |
| 2022      | Un asunto privado                                            | Amazon Prime Video | ¿?                   | 8 odcinków  |
| 2022      | Nacho Vidal, przemysł XXXL (Nacho Vidal, una industria XXXL) | Starz              | Toni Roca            | 8 odcinków  |